# 芒特康福特 (印地安納州)
芒特康福特（英語：Mount Comfort）是位於美國印地安納州漢考克縣的一個非建制地區。該地的面積和人口皆未知。